# 杨健 (湖北巡抚)

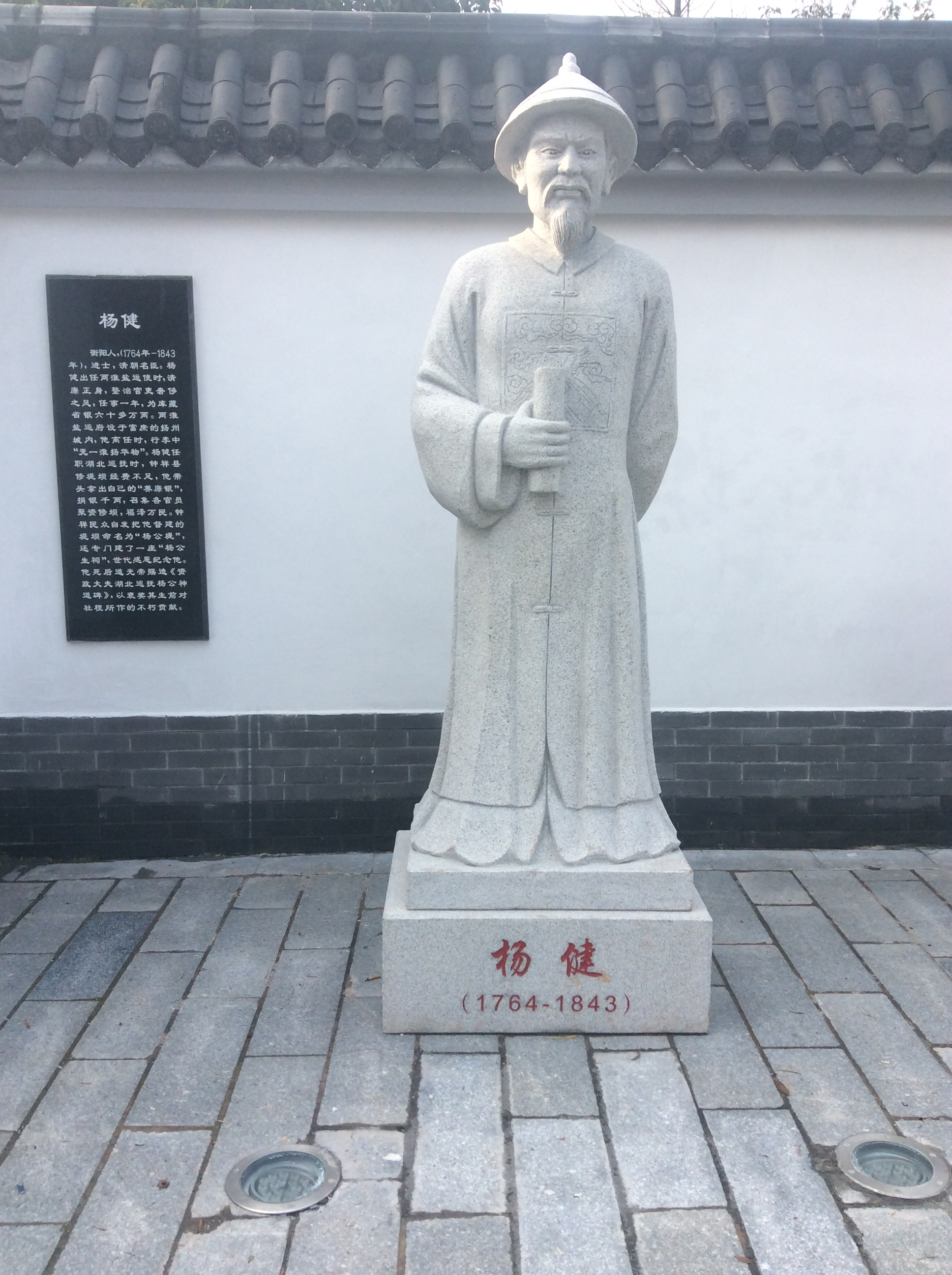
衡阳廉政公园内的杨健塑像

杨健（1764年—1843年），字鳣堂，号刚亭，清朝政治人物，历任山东布政使、湖北巡抚，衡阳望族杨家花园杨氏的先祖。

## 生平

### 早年
杨健出生于1764年，即清乾隆二十九年。杨健25岁入县学，30岁考中举人。嘉庆元年，32岁的杨健考中进士。

### 仕途
杨健先后历任户部主事、乡试副考官、监察御、知府、布政使、巡抚等职。

## 家族

### 家系

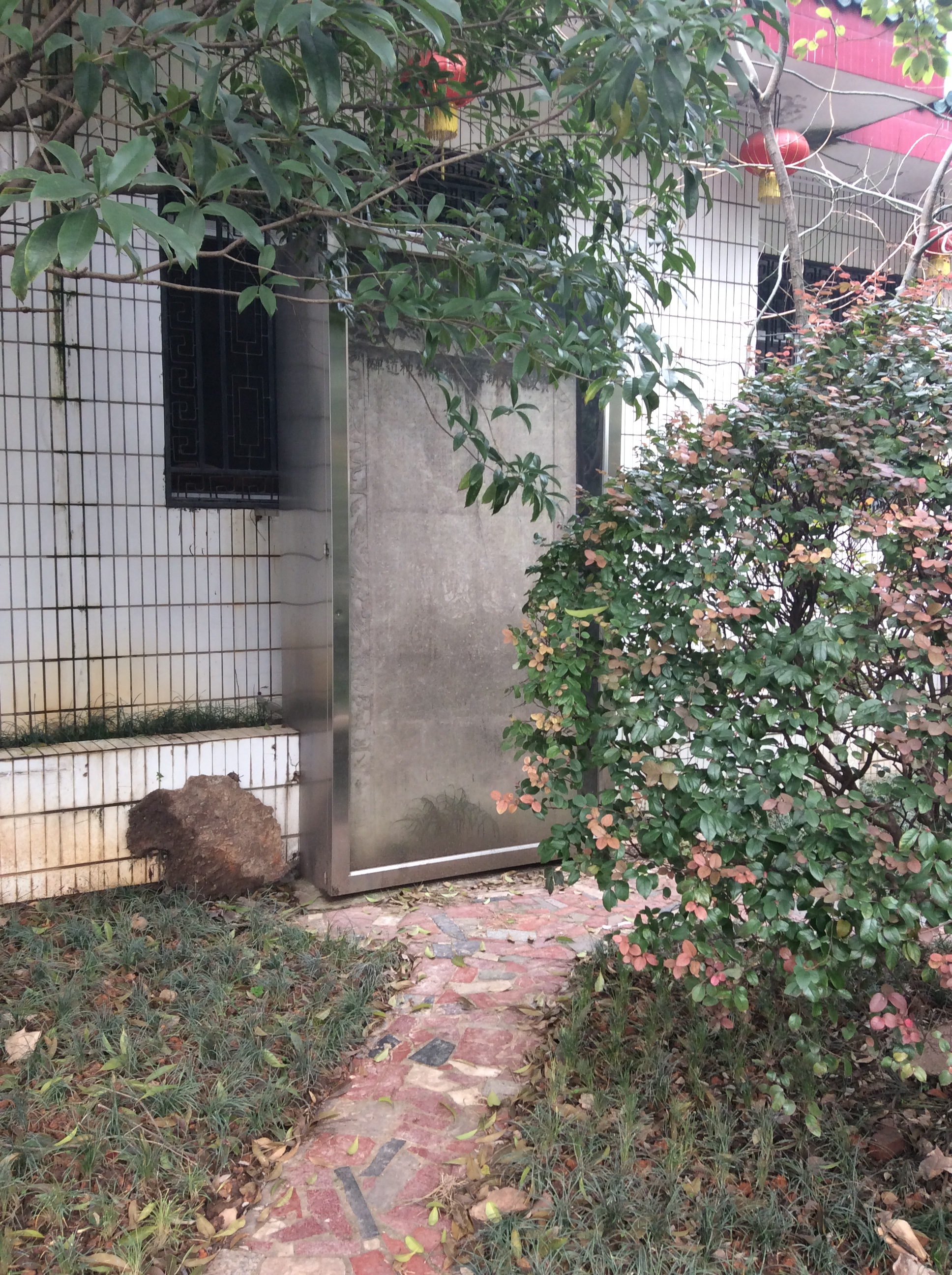
资政大夫湖北巡抚杨公神道碑

杨健先祖由浙江钱塘造入衡阳江东岸。

### 后人
- 杨京伯：清朝时为湖南宁远知事，民国时任湖北省水利局专员及堤工工程处处长[3]。
- 杨绩荪：民国时期的为宁乡、宝庆两县县长。1949年后去台湾，任中兴大学文学院国文教授[4]。
- 杨晓麓：杨京伯之子，民国时期历任衡阳市参议长、衡阳市市长[3]。

## 墓碑
杨健的墓碑“资政大夫湖北巡抚杨公神道碑”修于道光年间，1950年代迁移至岳屏公园内，现放置于岳屏公园内美术馆旁。

## 文学形象
杨健在作家唐浩明的历史小说《曾国藩》第七章有侧面出场，但被唐浩明描绘成贪污受贿的负面形象。但唐浩明小说关于杨健的情节与《清泉县志》等史书记载不符，杨健的第七代嫡孙杨学民为此向唐浩明交涉，唐浩明承认此为文学创作的虚构。衡阳市纪检部门编著的《廉洁时空50张衡阳面孔》也有收录杨健“公车改革”、拒绝富商贿赂等廉洁事迹。